# Jozef Balázsy
Jozef Balázsy, noto anche come Jozef Baláži (2 novembre 1919 – 30 maggio 1998), è stato un calciatore cecoslovacco,  tra il 1943 e il 1945 e infine dal 1993 slovacco, di ruolo centrocampista.